# Zealaranea prina
Espèce
Zealaranea prina est une espèce d'araignées aranéomorphes de la famille des Araneidae.

## Distribution
Cette espèce est endémique de Nouvelle-Zélande.

## Publication originale
- Court & Forster, 1988 : The spiders of New Zealand: Part VI. Family Araneidae. Otago Museum Bulletin, vol. 6, p. 68-124.